# Ігрове моделювання
Ігрове моделювання — це моделювання реальних ситуацій під час гри. В ігровому моделюванні беруть участь люди (за термінологією ігрового моделювання «гравці»), які виконують роль акторів, залучених до предметної області.
На сьогоднішній день ігрове імітаційне моделювання використовують у сферах економіки, політики, соціології, адмініструванні, військовій та освітній діяльності.

## Складові ігрового моделювання
Основною умовою рольової гри є створення імітаційної та ігрової моделей. Імітаційна модель охоплює фрагмент реальної дійсності, який називають прототипом чи об'єктом імітації (предмет гри).
Ігрова модель спрямована на дію відносно до імітаціної моделі.
Ігрове моделювання є ефективним засобом:
- соціально-культурного, ділового проектування,
- розвитку самостійного та командного прийняття рішень,
- розвитку інтуїції та уяви,
- розкриття потенціалу учасників гри. [3]